# Tantilla slavensi
Espèce
Statut de conservation UICN

 DD  : Données insuffisantes
Tantilla slavensi  est une espèce de serpents de la famille des Colubridae.

## Répartition
Cette espèce est endémique du Sud-Est du Veracruz au Mexique. Elle se rencontre entre 50 et 800 m d'altitude.

## Étymologie
Cette espèce est nommée en l'honneur de Franck Slavens.

## Publication originale
- Pérez-Higareda, Smith & Smith, 1985 : A new species of Tantilla from Veracruz, Mexico. Journal of Herpetology, vol. 19, n. 2, p. 290-292.